# 波田町
波田町（日语：／ Hata machi */?）為位于長野縣中西部東筑摩郡的一町。在人口減少的長野縣中，該縣的人口成長率位居縣內第一。